# Erasmus Herold

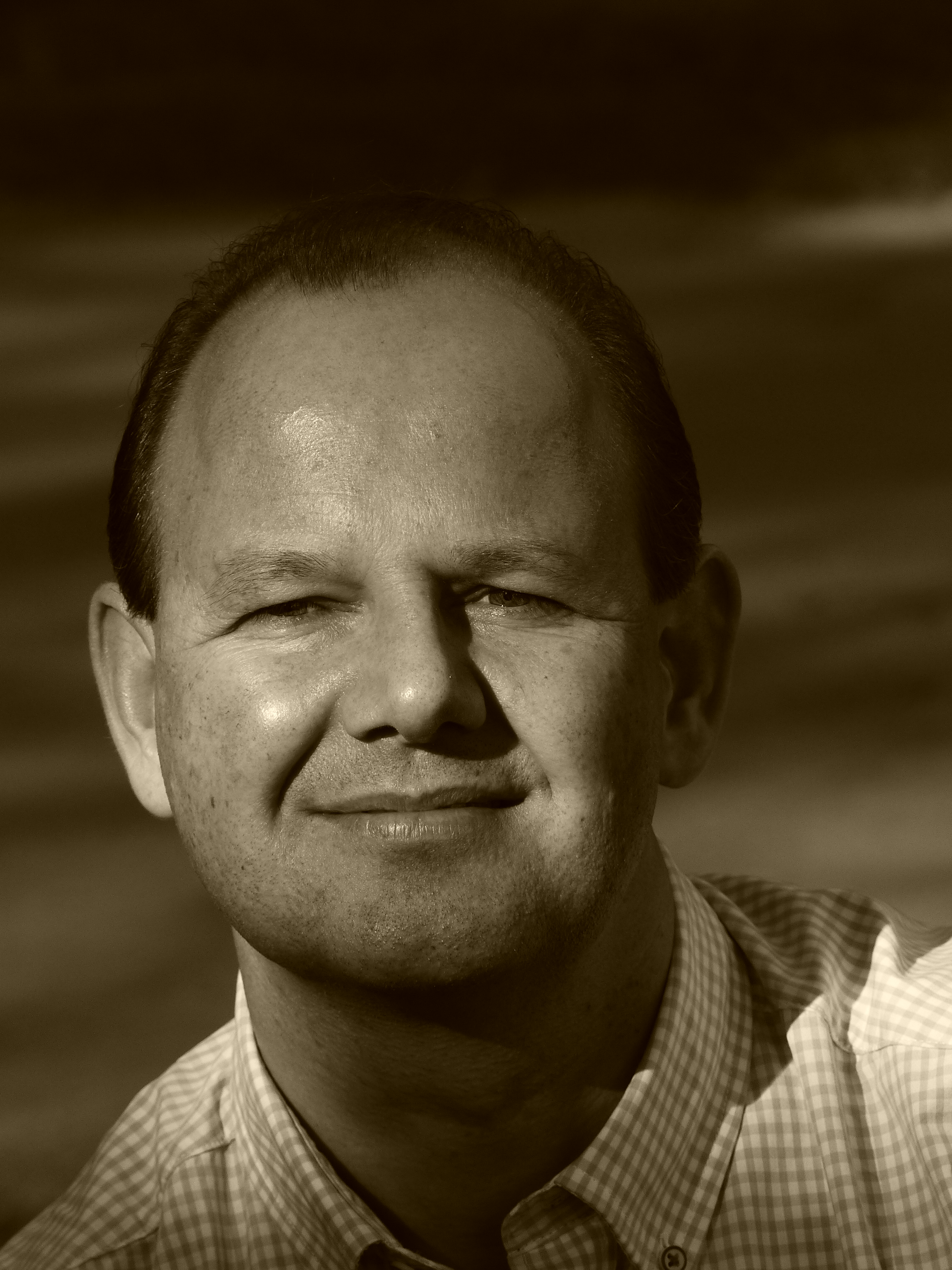
Erasmus Herold. Aufnahme 2014.

Erasmus Herold (* 13. März 1969 in Bonn-Beuel) ist deutscher Krimi- und Thriller-Schriftsteller und Drehbuchautor. Nach einer Zusammenarbeit mit dem Projekte-Verlag Cornelius (Halle / Saale) und den CW Niemeyer Buchverlagen (Hameln), steht er derzeit beim Südwestbuch Verlag (Stuttgart) unter Vertrag.

## Leben
Erasmus Herold wurde 1969 in Bonn-Beuel geboren, ist verheiratet und hat zwei Töchter. Er lebt im Oelder Stadtteil Stromberg.

## Schriftstellertätigkeit
Seit 2009 schreibt Herold Romane. Er ist Mitglied in der Autorenvereinigung Das Syndikat.
2011 wurde Herolds Debütroman „Krontenianer - Rendezvous am Bogen“ für den Deutschen Science-Fiction-Preis nominiert und erreichte Platz 5.
Seit 2014 organisiert er Krimilesungen sowie Buchprojekte an Schulen, bei denen Schüler, Lehrer und Autor gemeinsam die Tatorte seiner Bücher besuchen.

## Drehbuchautor
Seit 2015 entwickelt Erasmus Herold darüber hinaus Drehbücher, deren erzählten Geschichten realitätsnah und vorstellbar sein sollen. Die einzelnen Filme sind dabei als in sich geschlossene, selbständige Krimis angesetzt, die mit der Auflösung des jeweiligen Falles enden. In Zusammenarbeit mit Thomas Katzmann (1st AD / Regieassistenz) und Denis Delic (Regisseur) erfolgte unter anderem die Umsetzung des Thrillers Und ich richte ohne Reue als Drehbuch.

## Werke

### Science-Fiction
- Krontenianer – Rendezvous am Bogen. Projekte-Verlag Cornelius, Halle (Saale) 2010, ISBN 978-3-86237-217-1.

### Krimis
- Und ich vergebe dir nicht. CW Niemeyer Buchverlage, Hameln 2012, ISBN 978-3827195623.
- Und dein Lohn ist der Tod. CW Niemeyer Buchverlage, Hameln 2013, ISBN 978-3827195647.
- Und ich richte ohne Reue. CW Niemeyer Buchverlage, Hameln 2014, ISBN 978-3827195661.
- Die Frau am Kreuz. SüdWestBuch Verlag, Stuttgart 2015, ISBN 978-3945769096.

## Nominierungen
- 2011: Krontenianer – Rendezvous am Bogen, Nominierung für den Deutschen Science Fiction Preis, Platz 5 von 7.
- 2015: Und ich richte ohne Reue, Nominierung für den Buchpreis 2015, Platz 3 von 5.

## Kritik
- Zum Roman „Die Frau am Kreuz“:

„Herold liebt das Spiel mit Worten, kleine Details, liebt den Prolog als Spannungselement und ‚intensive Beschreibungen‘.“

- Zum Roman „Und ich richte ohne Reue“:

„Kunstvoll verbindet Herold die blutigen Spuren, die das Mörderduo zieht, zu einer Geschichte mit einer genialen Lösung zum Schluss.“